# Martin Haller (journaliste)
Pour les articles homonymes, voir Martin Haller.
Martin Haller (né en 1959 à Vienne) est un journaliste et auteur autrichien d'ouvrages consacrés aux chevaux. Il vit avec sa famille dans une ferme près de Stainz, en Styrie, où il élève des chevaux. 